# Giovanni Battista Cicala
Pour les articles homonymes, voir Cicala (homonymie).
Giovanni Battista Cicala (né à Gênes, alors dans la république de Gênes, le 27 mai 1510, et mort à Rome le 8 avril 1570) est un cardinal génois du XVIe siècle. Il est aussi appelé Cicada.

## Biographie
Cicala est référendaire au tribunal suprême de la Signature apostolique et auditeur à la Chambre apostolique. Il est nommé administrateur apostolique d'Albenga en 1543
Il est créé cardinal par le pape Jules III lors du consistoire du 20 novembre 1551. Le cardinal Cicala est légat apostolique en Campagne est nommé évêque de Mariana en 1554 et administrateur de Sagone en 1567.
Cicala participe aux deux conclaves de 1555 (élection de Marcel II et Paul IV), de 1559 (élection de Pie IV et de 1565-1566.